# Henri Thiéry
Henri Thiéry (Paris, 3 septembre 1829 - Bougival, 2 août 1872) est un journaliste et auteur dramatique français.

## Biographie
Directeur du Journal des Demoiselles, collaborateur régulier d'Amédée de Jallais, ses pièces ont été représentées sur les plus grandes scènes parisiennes du XIXe siècle : Théâtre des Délassements-Comiques, Théâtre des Folies-Dramatiques, Théâtre du Palais-Royal, etc.

## Œuvres
- Dans une armoire, folie-vaudeville en un acte, 1852
- Le boulanger a des écus, drame-vaudeville en 3 actes, avec Amédée de Jallais, 1856
- Mon ami Dupont, vaudeville en 1 acte, avec de Jallais, 1856
- Manon de Nivelle, vaudeville en 3 actes, avec de Jallais, 1856
- Pan, pan, c'est la fortune, comédie en un acte, mêlée de couplets, avec de Jallais, 1858
- La Course aux canards, vaudeville en 3 canards, avec de Jallais, 1859
- Le Naufrage de La Pérouse, drame en 5 actes et 9 tableaux, avec de Jallais et Adolphe d'Ennery, 1859
- Arsène et Camille, vaudeville en un acte, mêlé de couplets, avec A. Dupeuty, 1859
- Le Mariage de Fanchon, à-propos en deux tableaux, 1860
- Chamarin le chasseur, comédie-vaudeville en 1 acte, avec Varin et de Jallais, 1860
- Monsieur !, vaudeville en 1 acte, 1860
- Les Parisiens en voyage, vaudeville en 3 actes et 5 tableaux, avec Hippolyte Bedeau, 1861
- Il pleut ! il pleut ! bergère, revue de 1860, en 3 actes, 1861
- Les Adieux du boulevard du Temple, pièce fantastique en 3 actes et 14 tableaux, précédée de Les Enfants de Momus, prologue en deux tableaux, 1861
- La Manière de traiter les femmes comme elles le méritent, vaudeville en 1 acte, 1862
- De Paris en Chine, ou Je ne suis pas Tissier, voyage en 4 stations, avec Varin et de Jallais, 1863
- La Chanson de la marguerite ou Un peu, beaucoup, passionnément, avec Alfred Delacour, 1863
- Un joli cocher, vaudeville en 1 acte, avec A. Dupeuty, 1863
- Le Carnaval des canotiers, vaudeville en 4 actes, avec de Jallais, Adolphe Dupeuty et Charles Dupeuty, 1864
- Les Calicots, vaudeville en trois actes, avec Paul Avenel, 1864
- Que c'est comme un bouquet de fleurs, revue en 3 actes et 12 tableaux, avec Jules Renard, 1865
- Les Contributions indirectes, avec Hippolyte Cogniard, 1865
- L'Homme au pavé, vaudeville en 1 acte, 1866
- Les Voyageurs pour l'exposition, revue fantaisie en 5 actes et 6 tableaux, avec William Busnach, 1867
- Les Plaisirs du dimanche, pièce en 4 actes, avec Avenel, 1868
- L'Homme aux 76 femmes, comédie en 1 acte, avec Paul Siraudin, 1869
- Le Grand Journal, folie dramatique en quatre actes en six tableaux avec prologue, avec Ernest Blum, non daté